# Juxtolena
Juxtolena là một chi bướm đêm thuộc phân họ Tortricinae của họ Tortricidae.

## Các loài
- Juxtolena omphalia Razowski & Becker, 1993
- Juxtolena oncodina Razowski & Becker, 1994